# Ceraticelus bryantae
Ceraticelus bryantae är en spindelart som beskrevs av Benjamin J. Kaston 1945. Ceraticelus bryantae ingår i släktet Ceraticelus och familjen täckvävarspindlar. Inga underarter finns listade i Catalogue of Life.